# Дальдінія концентрична
 
Дальдінія концентрична (Daldinia concentrica) — вид грибів роду дальдінія (Daldinia). Сучасну біномінальну назву надано у 1863 році.

## Назва

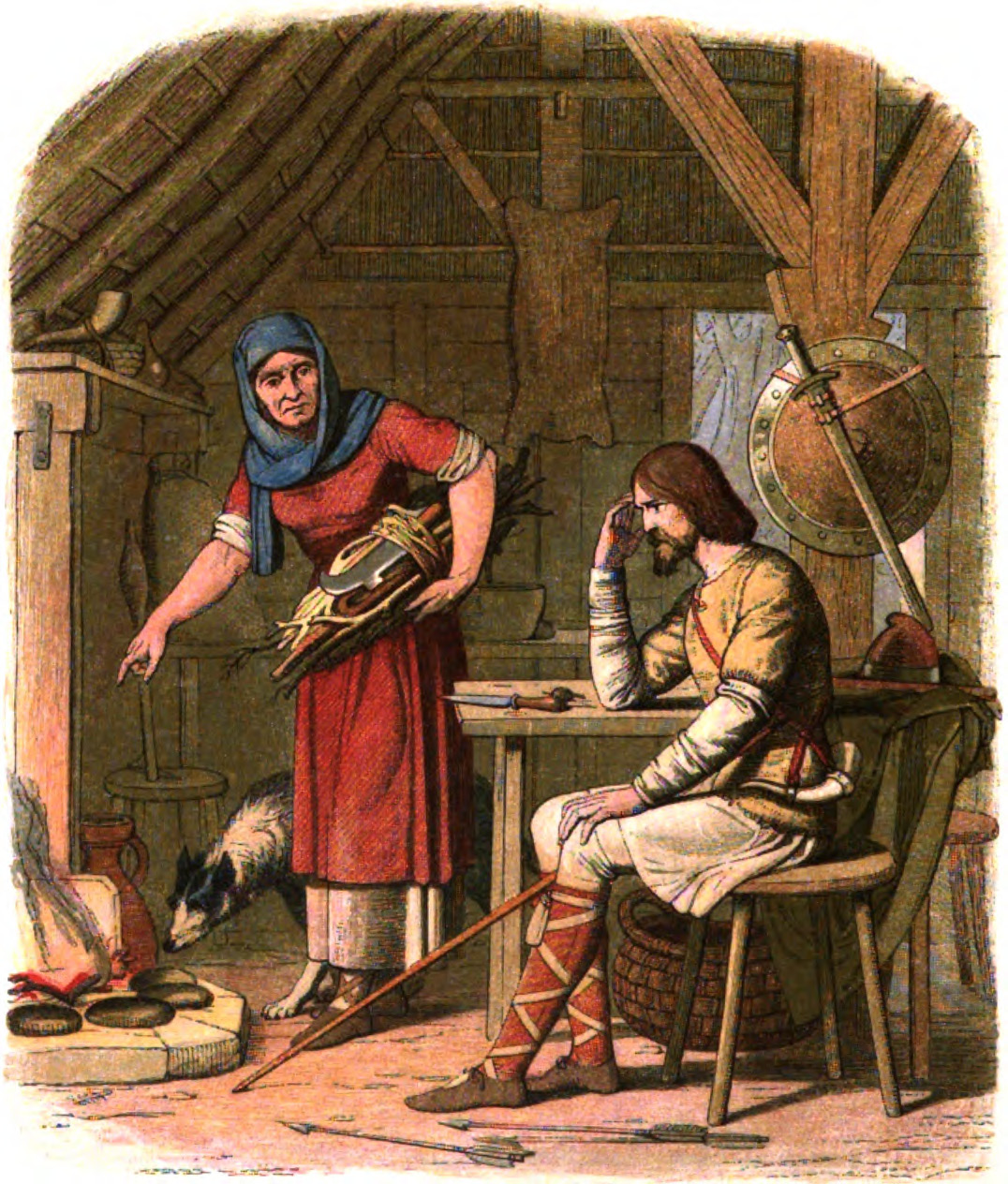
Ілюстрація Джеймса Дойла, на якій король Альфред у селянські хаті спалив тістечка

В англійській мові має назву «вугільні кульки» (англ. carbon balls), «тістечко короля Альфреда» (англ. King Alfred's cake).
Існує легенда, що король Альфред під час переховування від вікінгів оселився у селянській хаті. Жінка пастуха попросила короля постерегти випікання тістечок, але Альфред заглибився у роздуми і вони згоріли. За що селянка на нього накричала.

## Будова
Тверде кругле плодове тіло з тьмяним покриттям, що спочатку має темно-коричневий відтінок, але зрештою стає чорним, схожим на обгорілі тістечка. Якщо розрізати тіло — видно концентричні сріблясті кільця.

## Життєвий цикл
Плодові тіла з'являються цілий рік. Слугує їжею для гусіні метеликів родини Oecophoridae.

## Поширення та середовище існування
Росте на мертвій деревині, особливо ясена, та на згарищах. Зустрічається в Україні.

## Практичне використання
Не їстівний. Сухі екземпляри використовуються для розпалювання вогню, вони легко затліваються від іскри кремнію, повільно горять як вугілля.

## Галерея

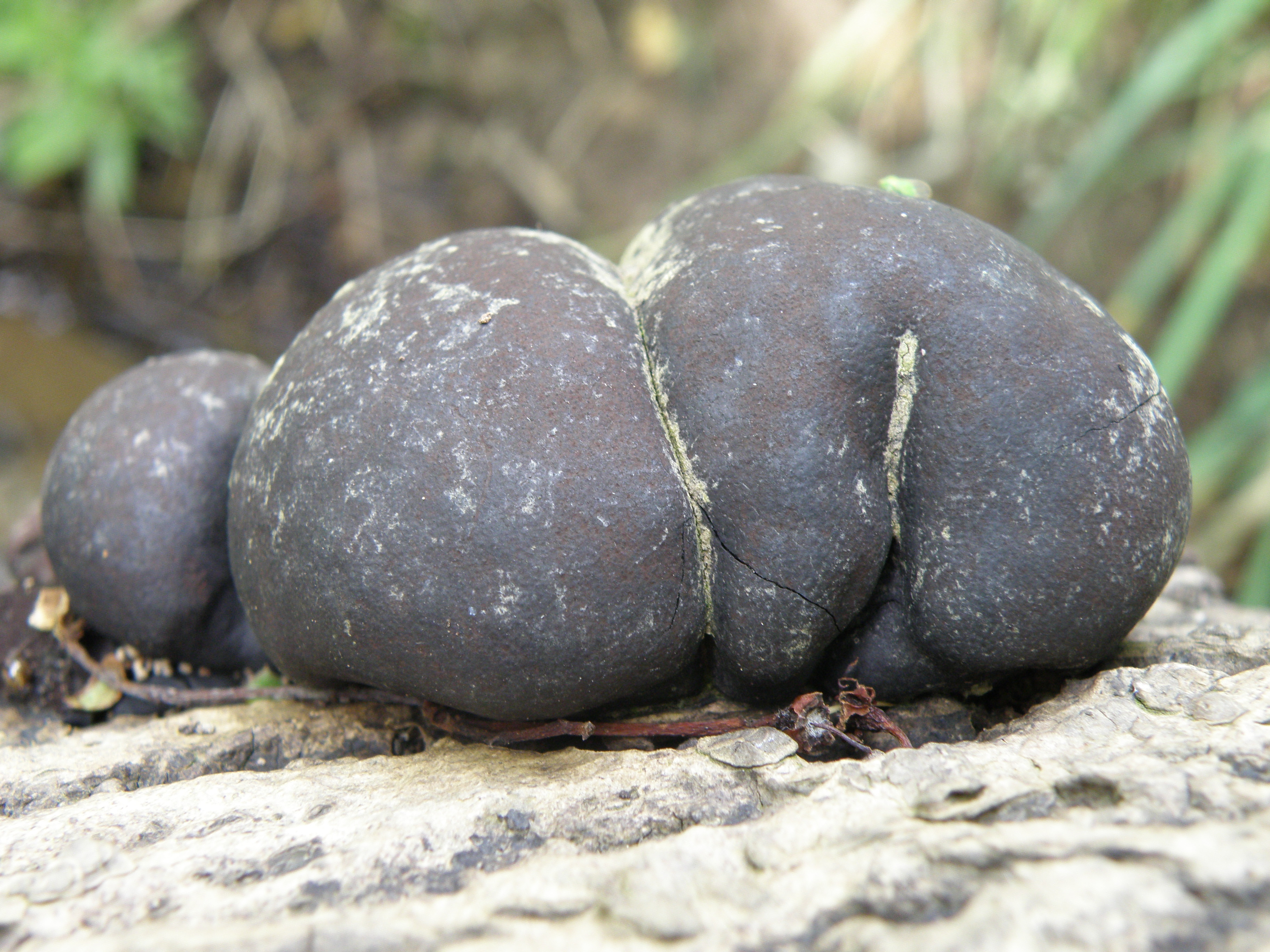
Поверхня гриба
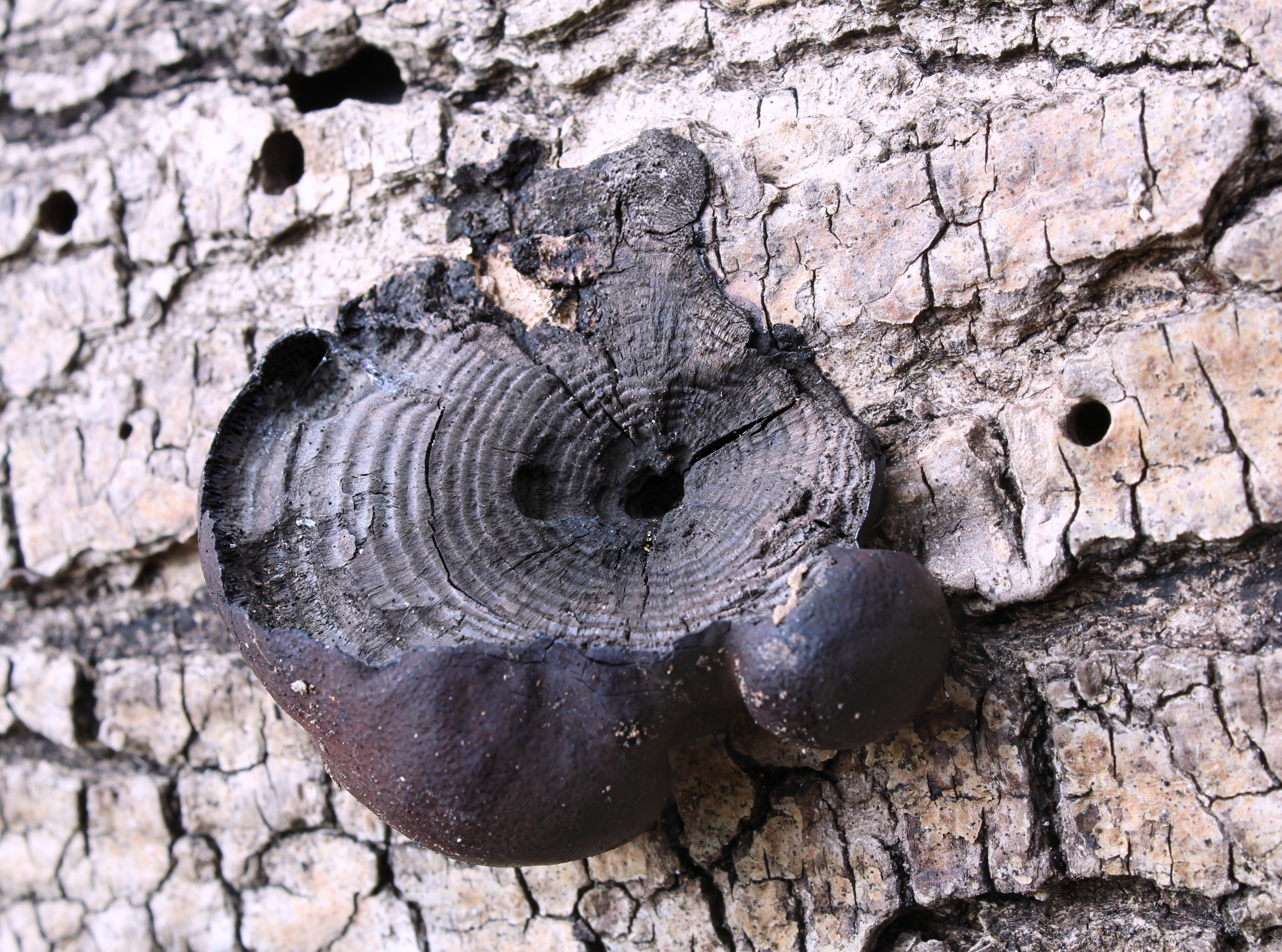
Внутрішня будова старого гриба
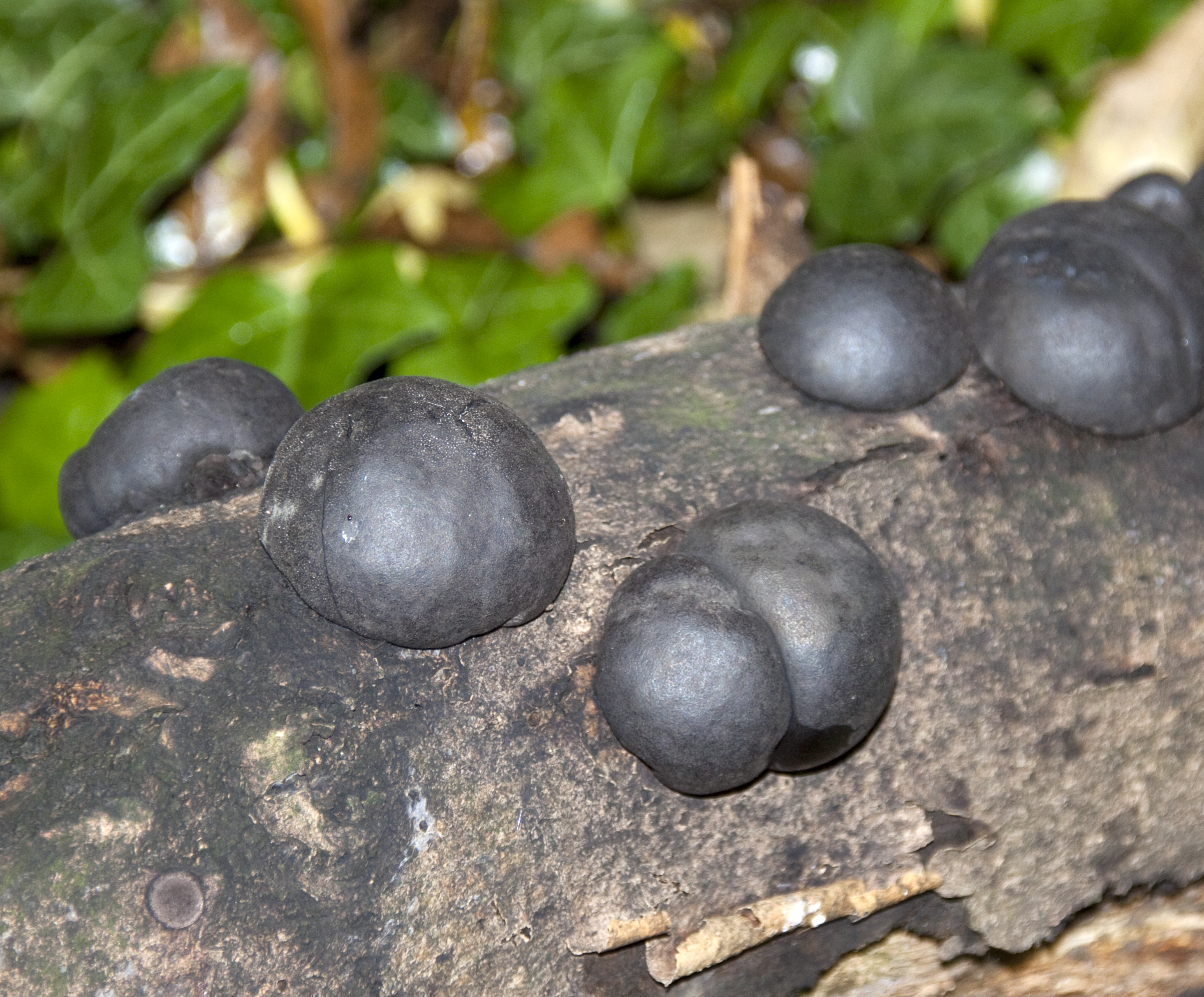
Група грибів на деревині